# 佐世保諌
佐世保 諌（させぼ いさむ/いさみ）は、戦国時代の武将。肥前国佐世保城主。
佐世保の地を領有し佐世保氏を名乗る。また、居城である佐世保城を築城した。明応7年（1498年）11月2日、諌の兄であり相神浦松浦氏15代目の松浦政が拠る大智庵城が松浦弘定の攻撃を受けた時は、兄の救出には向かわず沈黙を貫いた。寄せ手の弘定の養子・松浦興信が妻の兄弟という関係に配慮したと思われる。
享禄元年（1528年）、死去。